# Oligopole à frange
En organisation industrielle, un oligopole à frange est une structure de marché en concurrence imparfaite où un petit nombre de grosses entreprises, formant un oligopole, contrôlent une vaste part du marché, le reste étant représenté par un grand nombre de petites entreprises dans une situation proche de la concurrence pure et parfaite. 
Cette structure s'observe en particulier dans le domaine des industries culturelles, le disque et l'édition en particulier, où un petit nombre d'entreprises, les Majors représentent une large part des ventes et des dépenses de promotion, tandis qu'une frange de labels indépendants effectuent le travail de détection des nouveaux artistes.